# George Clooney
Pour les articles homonymes, voir Clooney.
George Clooney ([dʒɔː(ɹ)dʒ kluːni]) est un acteur, réalisateur, scénariste et producteur de cinéma américain, né le 6 mai 1961 à Lexington, au Kentucky.
Il devient célèbre grâce à son rôle du docteur Doug Ross dans la série télévisée Urgences. Depuis, il mène une importante carrière au cinéma à travers Ocean's Eleven, Confessions d'un homme dangereux, Good Night and Good Luck et Syriana (qui lui a valu l'Oscar du meilleur acteur dans un second rôle). En 2013, il interprète également le premier rôle masculin dans le film Gravity, qui reçoit 7 Oscars l'année suivante.
Il a été nommé huit fois aux Oscars dans six catégories différentes (trois fois dans la catégorie meilleur acteur, une fois dans la catégorie meilleur acteur dans un second rôle, une fois dans la catégorie meilleur film, une fois dans la catégorie meilleur réalisateur, une fois dans la catégorie meilleur scénario original et enfin une fois dans la catégorie meilleur scénario adapté), un record qu'il partage avec Walt Disney et Alfonso Cuarón, pour deux récompenses en 2006 pour le film Syriana qui lui a valu l’Oscar du meilleur acteur dans un second rôle, et il est avec Brad Pitt, l'un des deux seuls acteurs à avoir remporté les Oscars du meilleur acteur dans un second rôle et du meilleur film.
Son nom est souvent associé à celui du réalisateur Steven Soderbergh avec qui il tourne six films, ainsi qu'à celui des frères Coen, sous la direction desquels il participe à quatre films (série des « idiots », avec, dans l'ordre : O'Brother en 2000, Intolérable Cruauté en 2003, Burn After Reading en 2008 et Ave, César ! en 2016). 
Il est classé vingt-troisième plus importante personnalité du monde par le journal Time en 2008. 

## Biographie

### Jeunesse et famille
La mère de George Timothy Clooney, Nina Bruce (née Warren), était une ancienne reine de beauté et conseillère municipale[réf. souhaitée], et son père, Nick Clooney, était journaliste et présentateur de télévision. George Clooney est d'ascendance irlandaise du côté de son père : ses arrière-arrière-grands-parents paternels, Nicholas Clooney (originaire du comté de Kilkenny) et Bridget Byron, ont émigré aux États-Unis depuis l'Irlande, et d'ascendance anglaise et allemande du côté de sa mère. George Clooney est élevé dans un milieu catholique strict.
Il a une sœur aînée, Adelia (aussi connue comme Ada), et ses cousins incluent les acteurs Miguel et Rafael Ferrer, qui sont les fils de sa tante, la chanteuse et comédienne Rosemary Clooney, célèbre dans les années 1950, et de l'acteur José Ferrer. Il est aussi apparenté à une autre chanteuse, Debby Boone, mariée à Gabriel Ferrer, le fils de Rosemary Clooney et de José Ferrer. Dès son plus jeune âge, George Clooney venait sur les plateaux de tournage des émissions de son père, souvent en participant à ses shows, où il s'est avéré être le chouchou de la foule.

### Débuts difficiles et révélation télévisuelle (années 1980-1990)

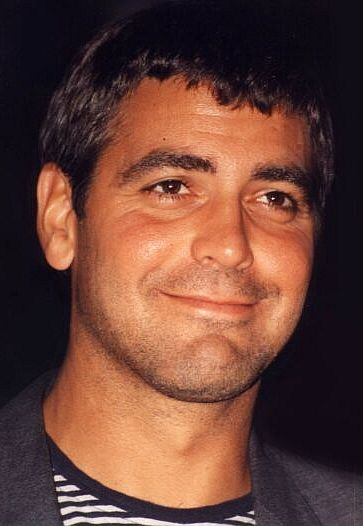
L'acteur en 1995, année de fin de diffusion de la première saison de Urgences.

Arrivé contre l'avis paternel à Los Angeles en 1982 pour se lancer dans une carrière d'acteur, George Clooney court le cachet. Il joue dans quinze pilotes de séries jamais diffusés, ou dans des nanars tels que Le Retour des tomates tueuses. La première série dans laquelle il apparaît dans un rôle important s'intitule E/R en 1984 (à ne pas confondre avec ER qui le rendra célèbre dix ans plus tard) sans que cela lui apporte encore cependant une vraie reconnaissance.
Durant la même année, il joue dans un épisode de la série des années 1980, Riptide. Il y tient le rôle de Lenny Cowell, un ravisseur de jeunes femmes, dans l'épisode « Là où sont les filles (Where the Girls Are) », diffusé le 2 octobre 1984. Il joue aussi dans la première saison de Roseanne en 1988 avec une apparition supplémentaire dans la saison 4 épisode 6. Durant les années 1980 et début 1990, on le voit souvent à la télé dans des seconds rôles, notamment dans Facts of Life, Ici bébé, Rick Hunter, Les Sœurs Reed, Enquête privée, Tonnerre mécanique en 1985 (épisode 2, « Visite imprévue »), Arabesque en 1987, malgré tout, sa carrière a du mal à réellement décoller.
Ce n'est finalement qu'au milieu des années 1990 que George Clooney, âgé alors de presque 35 ans, connaît un vrai tournant dans son parcours d'acteur avec la série médicale Urgences, qui lui permet de passer au statut de vedette. Il y tient le rôle du docteur Doug Ross pendant les cinq premières saisons. Désormais reconnu dans son propre pays comme au niveau international, les propositions se multiplient.
Mais parallèlement à la série, il tourne déjà plusieurs longs métrages : il se diversifie en 1996 — en menant la comédie horrifique Une nuit en enfer, de Robert Rodriguez ; le thriller Sang-froid, de Reb Braddock, puis la romance Un beau jour de Michael Hoffman — il joue dans des blockbusters en 1997 : Batman et Robin de Joel Schumacher et Le Pacificateur de Mimi Leder, qui sont cependant mal reçus par la critique.
L'année 1998 lui permet de trouver son style : sous la direction du cinéaste indépendant Steven Soderbergh, qui lui-même travaille pour la première fois pour un grand studio, il tient le premier rôle masculin du thriller romantique Hors d'atteinte. Face à Jennifer Lopez dans le rôle de la sexy US Marshall Karen Sisco, il interprète un gentleman cambrioleur charismatique et séducteur. La même année, il fait partie de la distribution de La Ligne rouge, de Terrence Malick.

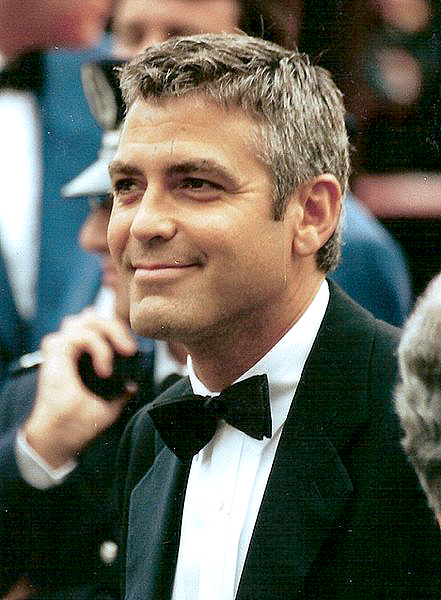
L'acteur au Festival de Cannes 2000 pour la présentation de O'Brother.

En 1999, il quitte ainsi Urgences pour un avenir cinématographique prometteur. La même année, il est la tête d'affiche de la satire Les Rois du désert, réalisée par David O. Russell. Il confirme dans ce registre comique en portant l'année suivante la comédie O'Brother, de Joel et Ethan Coen, pour laquelle il reçoit le Golden Globe du meilleur acteur dans un film musical ou de comédie. Dans une entrevue avec le journal français Le Monde publiée le 30 août 2000, il explique avoir accepté de jouer pour presque rien par cette question : « Combien de fois faut-il toucher 20 millions de dollars pour être heureux ? ». La même année, il joue cependant dans un blockbuster mis en scène par Wolfgang Petersen, En pleine tempête.

### Star de cinéma et réalisateur indépendant (années 2000)
En 2000, il fonde la société Section Eight avec son complice de Hors d'atteinte, Steven Soderbergh. Leur ambition, créer au sein d'un studio, en l'occurrence Warner Bros.[réf. souhaitée], une entité capable de produire des films ambitieux, pas forcément grand public, et de protéger ses auteurs du processus normal d'un studio.
Le premier film généré par la firme est le film de braquage Ocean's Eleven. Énorme succès critique et commercial, le tandem Soderbergh/Clooney touche ainsi un public plus large qu'avec Hors d'atteinte. En 2002, les deux associés aident deux réalisateurs à percer à Hollywood : Section Eight produit Insomnia de Christopher Nolan et Loin du paradis de Todd Haynes. Ils font aussi confiance à un jeune tandem de réalisateurs, les frères Anthony et Joe Russo, qui signent la comédie Bienvenue à Collinwood. George Clooney accepte de tenir le premier rôle de ce film indépendant.
L'année 2002 voit surtout la sortie de deux projets plus personnels : Steven Soderbergh dirige George Clooney dans l'ambitieux et expérimental drame de science-fiction Solaris. Parallèlement, George Clooney dévoile son premier film en tant que réalisateur, la satire Confessions d'un homme dangereux (Confessions of a Dangerous Mind), adapté de l'improbable autobiographie du producteur de télévision Chuck Barris. Le film, qui bénéficie d'un scénario de Charlie Kaufman et de l'interprétation de Sam Rockwell, remporte un joli succès critique à défaut de trouver son public. George Clooney confie aussi quelques seconds rôles aux stars Drew Barrymore et Julia Roberts.
George Clooney se refait rapidement une santé au box-office : en 2003, il redevient un gentleman séducteur pour la comédie romantique Intolérable Cruauté, qui marque sa seconde collaboration avec Joel et Ethan Coen. L'année suivante, il retrouve sa partenaire très glamour Catherine Zeta-Jones dans le très attendu Ocean's Twelve, suite toujours réalisée par Steven Soderbergh. Le casting s'enrichit aussi de Bruce Willis. Le film est un succès commercial.
En 2005, la star George Clooney prend de nouveaux risques : en mars 2005, il s'attelle à sa seconde réalisation pour un projet coécrit avec l'un de ses meilleurs amis, Grant Heslov, Good Night and Good Luck qui raconte le combat d'Edward Murrow contre McCarthy au milieu des années 1950. Le film, tourné en noir et blanc, est en compétition à la Mostra de Venise et fait l'ouverture du festival de New York en septembre 2005. Il bénéficie alors d'une très bonne presse.
À l'égal d'un autre film également prévu pour l'automne 2005 : Syriana, de Stephen Gaghan (auteur du scénario de Traffic). Cette fois, c'est en tant qu'acteur qu'il impressionne, en prenant quinze à vingt kilos. Il abandonne en effet sa panoplie de star glamour souriante pour incarner un agent de la CIA sous pression au Moyen-Orient. Il officie aussi comme producteur et confie un rôle à son ami Matt Damon. Au cours d'une scène, il se blesse grièvement à la colonne vertébrale, ce qui lui vaut une hospitalisation longue de plusieurs semaines.
En juin 2005, le festival du film indépendant de Los Angeles lui attribue son premier prix d'esprit indépendant afin d'honorer sa carrière et ses choix de soutenir un cinéma d'auteur comme acteur, producteur et réalisateur.
En 2006, George Clooney est « l'homme en vie le plus sexy », selon l'hebdomadaire People dans son édition spéciale, institution annuelle de la presse magazine. Il avait déjà reçu cet honneur en 1997. Il est la seule personnalité avec son ami Brad Pitt ainsi que l'acteur Johnny Depp à avoir reçu deux fois ce titre.
Cette même année, il poursuit dans un registre dramatique avec l'ambitieux drame historique de Steven Soderbergh, The Good German, dont il partage l'affiche avec Cate Blanchett et Tobey Maguire. Ce film en noir et blanc est tourné entre octobre et décembre 2005. En décembre 2006, il souffre toujours des séquelles de son accident de Syriana puisqu'il avoue porter un corset pendant la promotion de The Good German. À la suite de cette blessure, les assurances avaient un temps refusé de se porter caution pendant le tournage de Good Night and Good Luck. Il a alors mis en gage sa maison de Los Angeles. Les assureurs sont alors revenus sur leur décision.

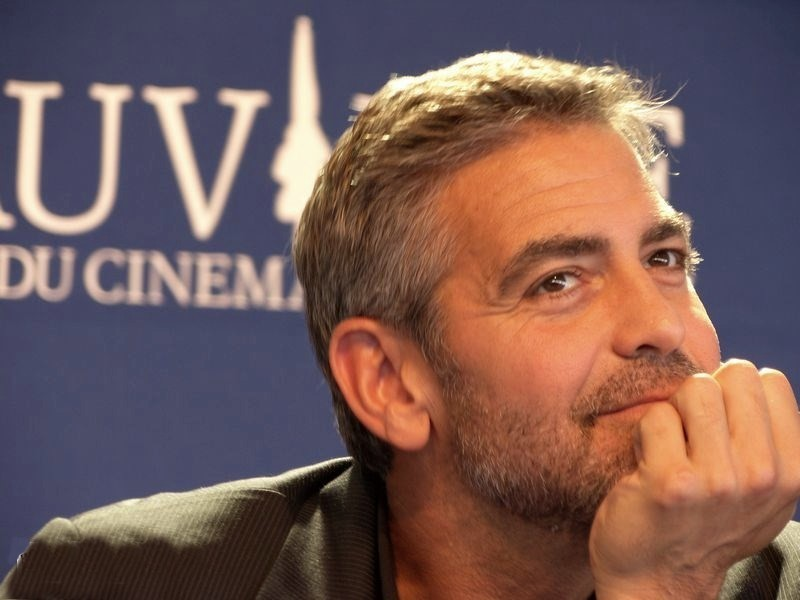
Lors de la conférence de presse pour Michael Clayton en 2007.

Pour The Good German, les critiques sont fraîches et le public ne répond pas présent. L'année 2007 lui permet de regagner son aura : d'un côté, il porte un film indépendant, le thriller Michael Clayton, réalisé par le scénariste Tony Gilroy. Le long-métrage, tourné à New York entre janvier et juillet 2006, impressionne et reçoit plusieurs nominations aux Oscars, dont un pour George Clooney dans la catégorie meilleur acteur. Puis sort à la fin de l'année Ocean's Thirteen, qui clôt la trilogie initiée par Steven Soderbergh.
En août 2006, il fonde avec son grand ami et coscénariste de Good Night and Good Luck, Grant Heslov, une nouvelle société de production : Smokehouse, sous les mêmes préceptes que Section Eight. Le nom est un clin d'œil au restaurant du même nom situé aux portes du studio de la Warner à Burbank (Californie) et dont George Clooney est un client régulier.
Mais Section Eight ferme quant à elle ses portes en mars 2007. Steven Soderbergh et George Clooney avouent que la charge de travail devenait trop grande. Steven Soderbergh a indiqué qu'il préférait désormais se consacrer uniquement à la réalisation. George Clooney va lui-même cesser de tourner avec le réalisateur qui l'a imposé comme star de cinéma. Il fait aussi ses adieux à la télévision en revenant dans Urgences le temps d'un épisode diffusé en 2009. La série médicale se conclut en effet au bout de 15 saisons.
Au cinéma, l'acteur conclut la décennie avec deux comédies : sa troisième réalisation — la farce historico-sportive Jeux de dupes, où il a pour partenaire Renée Zellweger — puis la délirante satire Burn After Reading, qui marque sa troisième collaboration avec Joel et Ethan Coen, et lui permet de retrouver Brad Pitt. Si ce dernier projet est un succès critique et commercial, le premier déçoit. La décennie suivante va être à l'image de ce projet, plus contrastée sur le plan critique.

### Diversification comme acteur et consécration (2010-2012)

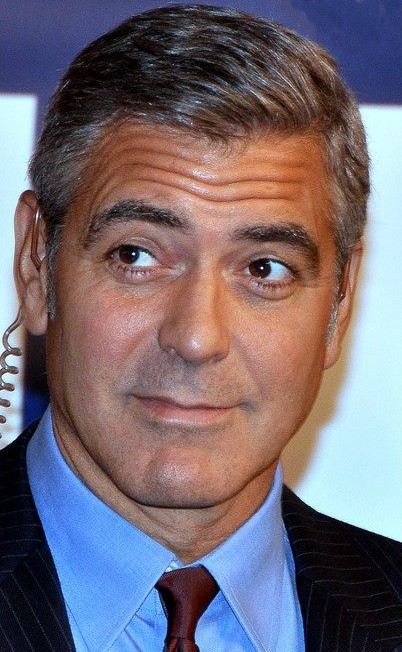
George Clooney le 18 octobre 2011 à l'avant-première parisienne des Marches du pouvoir.

En 2010, il défend trois projets : il mène la distribution chorale de la satire politique Les Chèvres du Pentagone, première réalisation de son partenaire d'écriture Grant Heslov. Puis il est la tête d'affiche de la comédie dramatique indépendante In the Air, de Jason Reitman, qui lui permet de jouer de son image de célibataire endurci et séducteur, mais cette fois en y injectant de la mélancolie. Enfin, il livre une performance physique dans la veine de Syriana et Michael Clayton en tenant le rôle-titre du thriller d'espionnage The American, d'Anton Corbijn,
L'année 2011 est marquée par la sortie de deux œuvres le sortant de son registre habituel, toutes deux saluées par la critique : il joue d'abord un homme politique trouble dans le thriller Les Marches du pouvoir, qu'il met également en scène. Il a pour partenaire la star montante Ryan Gosling. Mais surtout, il livre une performance inédite en père de famille désemparé dans le drame indépendant The Descendants, d'Alexander Payne, qui lui vaut un accueil critique très positif. Il a pour partenaires des acteurs expérimentés, Matthew Lillard, Shailene Woodley et Judy Greer.
À la suite de cette consécration, il va se faire plus rare au cinéma, privilégiant la réalisation. Mais les échecs critiques vont se succéder.

### Réalisation et échecs (depuis 2013)
En 2013, il tient un rôle secondaire dans le blockbuster de science-fiction Gravity, d'Alfonso Cuarón, porté par Sandra Bullock. Il est aussi dans l'ombre d'Argo, thriller réalisé par la star Ben Affleck, sorti en 2012 et récompensé aux Oscars.
En 2014, il revient au premier plan pour son cinquième film, Monuments Men, pour lequel il s'entoure d'un casting quatre étoiles pour incarner les bras cassés qu'il plonge dans la Seconde Guerre mondiale. Mais le film est un échec critique et commercial.
En 2015, le blockbuster de science-fiction À la poursuite de demain, second film en prises de vues réelles de Brad Bird, déçoit également la critique et le public.
En 2016, il retourne à la comédie avec Ave, César !, qui marque sa quatrième collaboration avec les réalisateurs Joel et Ethan Coen. La distribution chorale du film est menée par Josh Brolin et compte notamment Scarlett Johansson et Channing Tatum. La même année, l'acteur retrouve Julia Roberts pour partager l'affiche du thriller Money Monster, devant la caméra de Jodie Foster. George Clooney produit ce long-métrage présenté hors-compétition au Festival de Cannes 2016.
Il entreprend ensuite le tournage de son 6e long métrage comme réalisateur, Bienvenue à Suburbicon. Il s'agit d'un projet de longue date écrit par les frères Joel et Ethan Coen. Il y dirige son ami Matt Damon ainsi que Julianne Moore, Josh Brolin et Oscar Isaac. Le film, sorti en 2017, est un échec critique et commercial, le « plus grand bide de sa carrière ».
Il décide alors de revenir vers la télévision. Avec Grant Heslov, il produit et réalise en 2018 Catch-22, une mini-série historique ayant pour cadre la Seconde Guerre mondiale. Il joue lui-même un personnage de la fiction, portée par un acteur jusque-là habitué aux seconds rôles, Christopher Abbott. Il réalise ensuite Minuit dans l'univers qui sort sur Netflix fin 2020. L'accueil critique est mitigé. L'année suivante, c'est cette fois sur Prime Video que sort The Tender Bar, sa 8e réalisation. Là encore, la presse accueille tièdement le film. Ben Affleck est cependant nommé au Golden Globe du meilleur acteur dans un second rôle.
Il réalise ensuite Ils étaient un seul homme, qui revient sur l'histoire de l'équipe américaine d'aviron aux Jeux olympiques d'été de 1936 à Berlin. Le film est sorti en salles en 2023.
En 2023, il reprend son rôle de Bruce Wayne/Batman dans le film The Flash avec Ezra Miller dans le rôle titre. Lors de ce film, Ben Affleck et Michael Keaton incarnent aussi d'autres versions du chevalier noir.

### Vie privée
En couple avec Kelly Preston entre 1987 et 1989, George Clooney achète un cochon vietnamien pour l'offrir à sa compagne. Après leur séparation, il garde l'animal appelé Max, durant 18 ans jusqu'à sa mort en 2006.
George Clooney a été marié à l'actrice Talia Balsam de 1989 jusqu'à leur divorce en 1993. Après cet épisode, il a déclaré qu'il ne se marierait plus jamais.

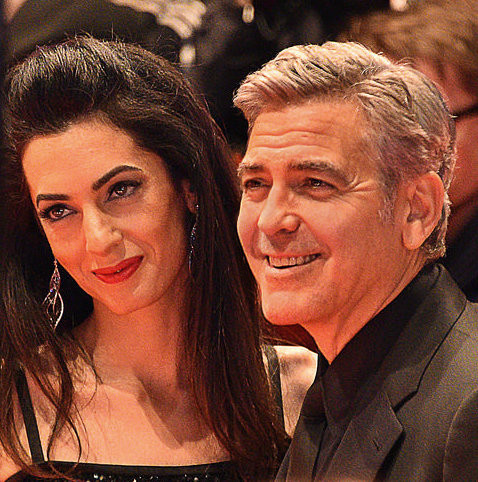
George et Amal Clooney à la Berlinale 2016, pour la présentation de Ave, César !.

En 1996, durant le tournage du film Le Pacificateur, il rencontre Céline Balitran, une jeune serveuse française, dans un café des Champs-Élysées à Paris. Elle s'installe avec lui à Los Angeles quelques mois plus tard et leur idylle dure trois ans, jusqu'en 1999.
Il a ensuite une relation de cinq ans, entrecoupée de périodes de séparation, avec le mannequin britannique Lisa Snowdon (en), rencontrée sur le tournage d'une publicité pour Martini en 2000. De 2009 à juin 2011, il fréquente Elisabetta Canalis, un mannequin italien. En octobre 2011, il officialise sa nouvelle relation amoureuse avec l'ancienne star de catch Stacy Keibler, en posant avec elle lors de la présentation de son film Les Descendants au festival de New York[source insuffisante] mais ils se séparent en juillet 2013.
En 2007, il achète la villa Oleandra, en Italie.
Le 27 septembre 2014, il épouse en secondes noces Amal Alamuddin, une avocate libano-britannique née en 1978 à Beyrouth. Ils possèdent une demeure en Angleterre évaluée à 13 millions d'euros. En février 2017, le couple annonce attendre des jumeaux. Le 6 juin 2017, Amal Clooney donne naissance à une fille, Ella, et un garçon, Alexander.
Le 10 juillet 2018, George Clooney est victime d'un accident de scooter en Sardaigne, percuté par une voiture alors qu'il roulait à 100 km/h ; il est transporté à l'hôpital Jean-Paul-II d'Olbia pour un traumatisme au bassin, mais en sort quelques heures plus tard.
En avril 2020, Amal et George Clooney font divers dons dont le montant total s'élève à plus d'un million de dollars dans le cadre de la lutte contre la pandémie de Covid-19.
En 2021, le couple achète pour 7,9 millions d'euros le domaine viticole du Canadel à Brignoles (France) et est ainsi officiellement résident de la commune.

## Engagement politique

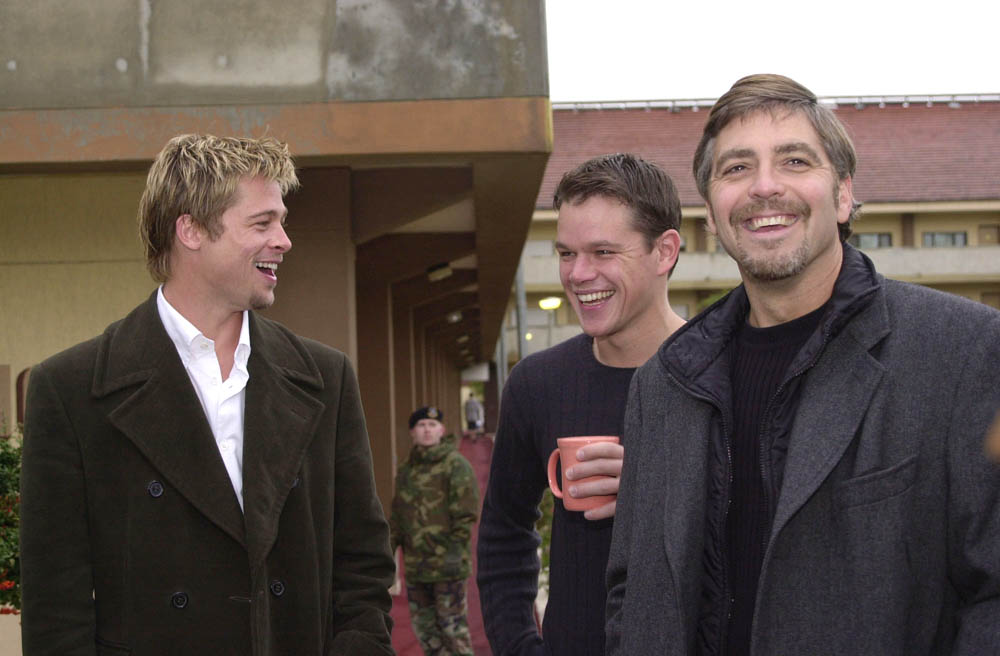
De gauche à droite : Brad Pitt, Matt Damon et George Clooney (2001).

Membre du Council on Foreign Relations (CFR), George Clooney utilise sa célébrité afin de lever des fonds pour les victimes des attentats du 11 septembre 2001, des séisme et tsunami de 2004 dans l'océan Indien puis de l'ouragan Katrina en 2005 (avec l'ancien président George H. W. Bush, il se rend en Louisiane pour distribuer les dons recueillis en vue de la réhabilitation d'un hôpital mis à mal par les deux cyclones qui ont saccagé la région).
Il prend position contre la guerre d'Irak dès 2003.
En 2006, l'acteur se mobilise sur la question du Darfour. En septembre, avec Elie Wiesel, il a été reçu par le Conseil de sécurité des Nations unies pour que cesse le génocide au Darfour. En décembre, il a déclaré que les personnes qu'il avait rencontrées (puis aidées financièrement) lors de son voyage dans la région avec son père étaient probablement toutes décédées, à la suite de la mise à sac de leur camp. Dans le même mois, il s'est rendu avec l'acteur américain Don Cheadle ainsi que plusieurs athlètes de haut niveau en Chine et en Égypte. Ils ont rencontré à chaque fois le chef de la diplomatie du pays afin de le convaincre de faire pression sur le gouvernement du Soudan pour que cessent les exactions là-bas et qu'il accepte l'envoi des Casques Bleus. Le 25 mars 2007, il a publié une lettre ouverte à destination de l'Allemagne, en marge du sommet des chefs d'État et de gouvernement de l'Union européenne qui se tenait ce jour-là, et demandé à la chancelière et ses homologues européens de faire pression sur le Soudan. L'émission Envoyé spécial qui diffusait une interview exclusive a annoncé qu'il avait eu une conversation téléphonique fin mai avec Bernard Kouchner, le nouveau chef de la diplomatie française. De plus, les avant-premières à Cannes et aux États-Unis d’Ocean's 13 ont été l'occasion de soirées de charité au profit de Not on Our Watch (en), l'association créée par George Clooney, Don Cheadle, Matt Damon, Brad Pitt et Jerry Weintraub au profit du Darfour. L'ONU vient de le nommer « Messager de la paix », la plus haute nomination pour un civil, avec pour ordre de mission la promotion des opérations de maintien de la paix. Le 31 janvier 2008, une cérémonie suivie d'une conférence de presse a lieu afin de lui donner officiellement son ordre de mission. À cette fin, il a accompagné Jane Holl Lute, UN Assistant Secretary General for Peacekeeping Operations, pendant une quinzaine de jours au Darfour, au Tchad, au Congo, et en Inde.

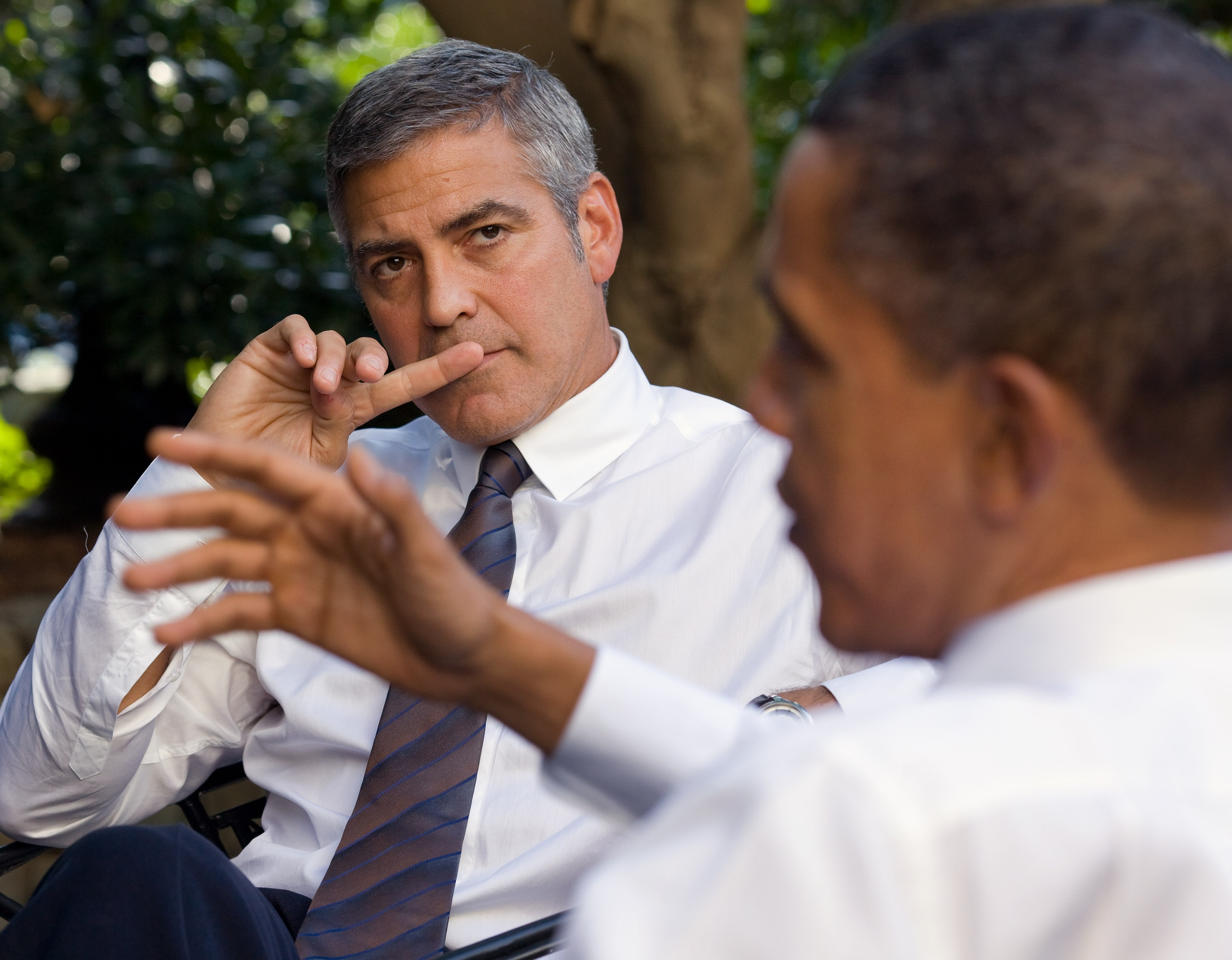
George Clooney en discussion avec Barack Obama à la Maison-Blanche, en octobre 2010.

Fervent démocrate, il soutient Barack Obama à l'élection présidentielle de 2008. Il a fait partie des donateurs pour sa campagne de 2004 au poste de sénateur de l'Illinois. Tous deux ont participé ensemble à des conférences en faveur du Darfour. Le candidat démocrate a participé, parmi de nombreuses autres personnalités du show business, des médias et de la politique aux enregistrements de félicitations quand il a reçu à l'automne 2006 le prestigieux American Cinematheque Award. Toutefois, George Clooney refuse de se montrer à ses côtés lors des meetings électoraux, de peur qu'un tel soutien public soit contre-productif, Hollywood étant accusé par certains détracteurs (émanant surtout du Parti républicain) d'être déconnecté de la réalité.
En faveur des sinistrés du séisme qui frappa Haïti le 12 janvier 2010, il organise un Téléthon intitulé « Hope for Haiti Now ». La diffusion a lieu le 22 sur MTV, soit dix jours après le séisme. Plus de cent trente personnalités répondent présent pour l'occasion. Deux jours après la diffusion, il est révélé que le Téléthon a récolté la somme record de plus de cinquante-sept millions de dollars.[réf. souhaitée]
En fin d'année 2010, il est à l'origine du Satellite Sentinel Project et s'associe avec les Nations unies, l'université Harvard ainsi que le moteur de recherche Google pour prévenir et/ou dénoncer les éventuels actes terroristes, génocide, crime de guerre, etc. qui pourraient être perpétrés en vue du référendum du dimanche 9 janvier 2011 sur l'autodétermination de l'avenir du Soudan du Sud après l'accord de paix global qui avait mis fin, en 2005, à plus de vingt ans de guerre civile (occasionnant près de deux millions de victimes). Cet accord avait instauré au Soudan du Sud le statut de région autonome en créant une frontière entre le Nord et le Sud du pays. L'opération est intégralement financée par l'association de George Clooney qui a d'ailleurs déclaré : « Le gouvernement de Khartoum a armé des milices dans les régions limitrophes attaquées, l'aviation gouvernementale a bombardé les zones frontalières, et les deux parties ont massé des unités militaires et de l'équipement tout le long de la frontière. […] Nous voulons que les auteurs potentiels de génocide et autres crimes de guerre sachent que nous surveillons, le monde les regarde ».
Il est arrêté par la police le 16 mars 2012, devant l'ambassade du Soudan à Washington, lors d'une manifestation contre le gouvernement de Khartoum au cours de laquelle il a franchi le cordon de sécurité — violant ainsi la loi qui interdit de rester sur une propriété privée — et libéré quelques heures plus tard en versant une caution de 100 dollars.
En 2012, il organise dans sa maison de Los Angeles un dîner de levée de fonds pour Barack Obama, candidat à sa réélection : à cette occasion 15 millions de dollars sont récoltés, un record dans l'histoire des campagnes électorales, chaque convive devant verser 40 000 dollars. Le 15 avril 2016, il organise une autre levée de fonds, cette fois pour Hillary Clinton, candidate démocrate à l'élection présidentielle, où le droit d’entrée était de 350 000 dollars.

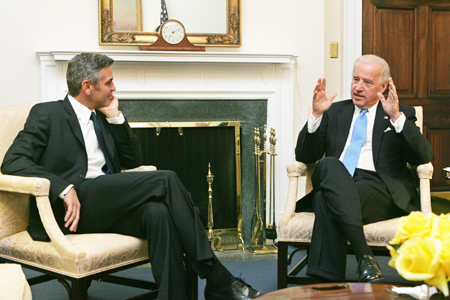
George Clooney avec Joe Biden, alors vice-président des États-Unis. L'acteur sera ensuite l'un des premiers démocrates à appeler à son retrait à l'élection présidentielle de 2024.

George Clooney s'engage également lors de l'élection présidentielle de 2020 en organisant des levées de fonds pour Joe Biden. Cependant, le 10 juillet 2024, à quatre mois de l'élection présidentielle, dans une tribune publiée dans le New York Times sous le titre « J'aime Joe Biden, mais il nous faut un autre candidat », il est l'un des premiers démocrates à demander publiquement à Biden de retirer sa candidature, craignant qu'il ne puisse gagner face à Donald Trump du fait de son âge et de sa santé déclinante,,. Il salue ensuite la décision de Biden de ne pas briguer un second mandat et soutient la vice-présidente Kamala Harris, qui est finalement battue par Trump. L'année suivante, le journaliste Jake Tapper rapporte que cette prise de position de George Clooney est intervenue après que le président américain ne l'a pas reconnu lors d'une collecte de fonds organisée en juin 2024, et ce alors que les deux hommes étaient proches depuis des années,. Sa tribune dans le New York Times lui attire les critiques de Hunter Biden, fils de l'ancien président.

## Entrepreneuriat
En 2013, George Clooney et deux amis, Rande Gerber et Mike Meldman, fondent la marque Casamigos (en), qui produit de la tequila haut de gamme. L'entreprise est rachetée en juin 2017 par Diageo, géant britannique des boissons alcoolisées, pour un milliard de dollars.

## Filmographie

### Acteur

#### Cinéma

##### Années 1980-1990
- 1987 : Return to HorrorHigh (en) de Bill Froehlich : Oliver
- 1988 : Le Retour des tomates tueuses (Return of the Killer Tomatoes!) de John De Bello : Matt Stevens
- 1990 : Red Surf de H. Gordon Boos : Remar
- 1992 : Unbecoming Age (en) d'Alfredo Ringel et Deborah Ringel : Mac
- 1996 : Une nuit en enfer (From Dusk Till Dawn) de Robert Rodriguez : Seth Gecko
- 1996 : Un beau jour (One Fine Day) de Michael Hoffman : Jack Taylor
- 1997 : Batman et Robin (Batman and Robin) de Joel Schumacher : Batman / Bruce Wayne
- 1997 : Le Pacificateur (The Peacemaker) de Mimi Leder : Thomas Devoe
- 1998 : Hors d'atteinte (Out of Sight) de Steven Soderbergh : Jack Foley
- 1998 : La Ligne rouge (The Thin Red Line) de Terrence Malick : capitaine Charles Bosche
- 1999 : South Park, le film : Plus long, plus grand et pas coupé (South Park: Bigger Longer & Uncut) de Trey Parker : Dr Gouache / Dr Doctor (voix)
- 1999 : Les Rois du désert (Three Kings) de David O. Russell : Archie Gates

##### Années 2000
- 2000 : O'Brother (O Brother, Where Art Thou?) de Joel Coen : Ulysses Everett McGill
- 2000 : En pleine tempête (The Perfect Storm) de Wolfgang Petersen : le capitaine Billy Tyne
- 2001 : Spy Kids de Robert Rodriguez : Devlin
- 2001 : Ocean's Eleven de Steven Soderbergh : Danny Ocean
- 2002 : Bienvenue à Collinwood (Welcome to Collinwood) d'Anthony et Joe Russo : Jerzy
- 2002 : Solaris de Steven Soderbergh : Dr Chris Kelvin
- 2002 : Confessions d'un homme dangereux (Confessions of a Dangerous Mind) de lui-même : l'agent de la CIA Jim Byrd
- 2003 : Spy Kids 3 : Mission 3D (Spy Kids 3-D: Game Over) de Robert Rodriguez : le Président Devlin
- 2003 : Intolérable Cruauté (Intolerable Cruelty) de Joel et Ethan Coen : Miles Massey
- 2004 : Ocean's Twelve de Steven Soderbergh : Danny Ocean
- 2005 : Good Night and Good Luck de lui-même : Fred Friendly
- 2005 : Syriana de Stephen Gaghan : Robert Barnes
- 2006 : The Good German de Steven Soderbergh : Jake Geismar
- 2007 : Michael Clayton de Tony Gilroy : Michael Clayton
- 2007 : Ocean's Thirteen de Steven Soderbergh : Danny Ocean
- 2008 : Jeux de dupes (Leatherheads) de lui-même : Jimmy « Dodge » Connelly
- 2008 : Burn After Reading de Joel et Ethan Coen : Harry Pfarrer
- 2009 : In the Air (Up in the Air) de Jason Reitman : Ryan Bingham

##### Années 2010
- 2010 : Les Chèvres du Pentagone (The Men Who Stare At Goats) de Grant Heslov : Lyn Cassady
- 2010 : Fantastic Mr. Fox de Wes Anderson : M. Fox (voix)
- 2010 : The American d'Anton Corbijn : Jack / Edward
- 2011 : Les Marches du pouvoir (The Ides of March) de lui-même : Mike Morris
- 2011 : The Descendants d'Alexander Payne : Matt King
- 2013 : Gravity d'Alfonso Cuarón : Matt Kowalski
- 2014 : Monuments Men (The Monuments Men) de lui-même : Frank Stokes
- 2015 : À la poursuite de demain (Tomorrowland) de Brad Bird : Frank Walker
- 2015 : A Very Murray Christmas de Sofia Coppola : lui-même
- 2016 : Ave, César ! (Hail, Caesar!) de Joel et Ethan Coen : Baird Whitlock
- 2016 : Money Monster de Jodie Foster : Lee Gates

##### Années 2020
- 2020 : Minuit dans l'univers (The Midnight Sky) de lui-même : Augustine
- 2022 : Ticket to Paradise d'Ol Parker : David Cotton
- 2023 : The Flash d'Andy Muschietti : Bruce Wayne (caméo)
- 2024 : Blue et Compagnie (IF) de John Krasinski : L'astronaute (voix)
- 2024 : Wolfs de Jon Watts : Jack
- 2024 : Jay Kelly de Noah Baumbach : Luke Kelly

### Télévision

#### Séries télévisées
- 1984 : Riptide : Lenny Colwell
- 1984 : E/R : Mark "Ace" Kolmar
- 1984 / 1987 : Arabesque (Murder, She Wrote) : Le serveur / Kip Howard
- 1985 : Tonnerre mécanique (Street Hawk) : Kevin Stark
- 1985 : Harry Fox, le vieux renard (Crazy Like a Fox) : Skip
- 1985 - 1987 : Drôle de vie (The Facts of Life) : George Burnett
- 1986 : Hôtel : Nick Miller
- 1986 : Throb : Rollo Moldonado
- 1987 : Rick Hunter (Hunter) : Matthew Winfield
- 1987 : Les Craquantes (The Golden Girls) : Bobby Hopkins
- 1988 - 1989 / 1991 : Roseanne : Booker Brooks
- 1990 / 1992 : Sunset Beat : Chic Chesbro
- 1991 - 1992 : Ici bébé (Baby Talk) : Joe
- 1992 : Jack's Place : Rick Logan
- 1992 - 1993 : Enquête privée (Bodies of Evidence) : inspecteur Ryan Walker
- 1993 : The Building : Le fiancé de Bonnie
- 1993 - 1994 : Les Sœurs Reed (Sisters) : Inspecteur James Falconer
- 1994 - 2000 / 2009 : Urgences (ER) : Dr Doug Ross
- 1995 : Friends : Dr Michael Mitchell
- 1997 : South Park : Sparky, le chien (voix)
- 1998 : Murphy Brown : un médecin
- 2019 : Catch 22 : Scheisskopf

#### Téléfilms
- 1986 : Combat High de Neal Israel : Major Biff Woods
- 1987 : Bennet Brothers de Will Mackenzie : Tom Bennett
- 1993 : Without Warning: Terror in the Towers d'Alan J. Levi : Kevin Shea
- 2000 : Point limite (Fail Safe) de Stephen Frears : Colonel Jack Grady
- 2014 : Downton Abbey : Le Drôle de Noël de Robert (Text Santa)  : George Oceans Gravity, marquis d'Hollywood

### Producteur
- 2004 : Criminal de Gregory Jacobs
- 2005 : The Jacket de John Maybury
- 2009 : Les Chèvres du Pentagone (The Men Who Stare At Goats) de Grant Heslov
- 2010 : The American d'Anton Corbijn
- 2011 : Les Marches du pouvoir (The Ides of March) de lui-même
- 2012 : Argo de Ben Affleck
- 2013 : Un été à Osage County (August: Osage County) de John Wells
- 2014 : Monuments Men (The Monuments Men) de lui-même
- 2015 : Que le meilleur gagne (Our Brand Is Crisis) de David Gordon Green
- 2016 : Money Monster de Jodie Foster
- 2017 : Bienvenue à Suburbicon (Suburbicon) de lui-même
- 2020 : Minuit dans l'univers (The Midnight Sky) de lui-même
- 2021 : Le Bar de la Tendresse (The Tender Bar) de lui-même
- 2023 : Ils étaient un seul homme (The Boys in the Boat) de lui-même

### Producteur exécutif
- 2000 : Point limite (Fail Safe) de Stephen Frears (téléfilm)
- 2001 : Rock Star de Stephen Herek
- 2002 : Insomnia de Christopher Nolan
- 2002 : Bienvenue à Collinwood (Welcome to Collinwood) d'Anthony et Joe Russo
- 2002 : Loin du paradis (Far from Heaven) de Todd Haynes
- 2003 : K Street (10 épisodes)
- 2005 : Syriana de Stephen Gaghan
- 2005 : La rumeur court... (Rumor Has It…) de Rob Reiner
- 2005 : The Big Empty de Newton Thomas Sigel et Lisa Chang (court métrage)
- 2005 : Unscripted (10 épisodes)
- 2006 : A Scanner Darkly de Richard Linklater
- 2006 : Pu-239 (The Half Life of Timofey Berezin) de Scott Z. Burns
- 2007 : Wind Chill de Gregory Jacobs
- 2007 : Darfour, du sable et des larmes (Sand and Sorrow) de Paul Freedman (documentaire)
- 2007 : Michael Clayton de Tony Gilroy
- 2008 : Jeux de dupes (Leatherheads) de lui-même
- 2008 : Tony de Grant Heslov (court métrage)
- 2009 : The Informant! de Steven Soderbergh
- 2009 : Playground de Libby Spears (documentaire)
- 2010 - 2011 : Memphis Beat (19 épisodes)
- 2018 : Ocean's Eight de Gary Ross
- 2019 : Catch 22 (6 épisodes)
- 2019 : Becoming a God (On Becoming a God in Central Florida) (10 épisodes)
- 2020 : Procès médiatiques (Trial by Media) (6 épisodes)
- 2020 : The Art of Political Murder de Paul W. Taylor (documentaire)
- 2022 : Ticket to Paradise d'Ol Parker
- 2024 : Wolfs de Jon Watts
- 2024 : How to Build a Truth Engine de Friedrich Moser (documentaire)
- 2024 : The Agency (série TV)

### Scénariste
- 2005 : Good Night and Good Luck de lui-même
- 2011 : Les Marches du pouvoir (The Ides of March) de lui-même
- 2014 : Monuments Men (The Monuments Men) de lui-même
- 2017 : Bienvenue à Suburbicon (Suburbicon) de lui-même

### Réalisateur
- 2002 : Confessions d'un homme dangereux (Confessions of a Dangerous Mind)
- 2005 : Good Night and Good Luck
- 2005 : Unscripted (5 épisodes)
- 2008 : Jeux de dupes (Leatherheads)
- 2011 : Les Marches du pouvoir (The Ides of March)
- 2014 : Monuments Men (The Monuments Men)
- 2017 : Bienvenue à Suburbicon (Suburbicon)
- 2019 : Catch 22 (2 épisodes)
- 2020 : Minuit dans l'univers (The Midnight Sky)
- 2021 : Le Bar de la Tendresse (The Tender Bar)
- 2023 : Ils étaient un seul homme (The Boys in the Boat)

### Publicité
Depuis 2005, il joue son propre rôle dans les spots de publicité pour le café Nespresso. Ses revenus publicitaires générés à cette occasion sont estimés à 40 millions de dollars entre 2006 et 2013. Le slogan est « What else? » (« Quoi d'autre ? »). Destinés uniquement au marché européen, ces spots ne passent pas aux États-Unis, comme l'acteur l'a exigé dans son contrat, craignant que son image publique puisse être ternie par le matraquage publicitaire de la marque. En 2025, il est présenté comme détective dans une nouvelle campagne Nespresso au côté de Eva Longoria, Camille Cottin et Kim Go Eun.
En 2008, il partage la vedette avec John Malkovich dans le rôle de saint Pierre.
En 2011, une campagne militante animée par l'organisation suisse Solidar.ch utilise son image dans un spot publicitaire afin de l'interpeller sur le thème de l'exploitation des travailleurs du café et d'inciter Nespresso à mettre en place un commerce équitable.
George Clooney apparaît également dans des publicités pour Martini, pour Fiat, Toyota, ou Emidio Tucci. En plus des spots télévisés, il apparaît dans quelques campagnes publicitaires.
Depuis 2007, il apparaît dans des campagnes de la firme suisse d'horlogerie Omega. La majorité du revenu lié à ces campagnes est destinée à son association.

## Box-office
Cette liste reprend les plus grands succès commerciaux de George Clooney, c'est-à-dire uniquement les films ayant dépassé les 100 000 000 $ au box-office mondial. Au total, l'acteur a rapporté 5 059 467 828 $ aux studios pour lesquels il a tourné.
| Film                     | Année | Distributeur(s)                                  | Budget        | Box-office    | Box-office        | Box-office    |
| Film                     | Année | Distributeur(s)                                  | Budget        | États-Unis    | France            | Mondial       |
| ------------------------ | ----- | ------------------------------------------------ | ------------- | ------------- | ----------------- | ------------- |
| Gravity                  | 2013  | Warner Bros.                                     | 100 000 000 $ | 274 092 705 $ | 4 094 466 entrées | 723 192 705 $ |
| Ocean's Eleven           | 2001  | Warner Bros.                                     | 85 000 000 $  | 183 417 150 $ | 4 462 385 entrées | 450 717 150 $ |
| Ocean's Twelve           | 2004  | Warner Bros.                                     | 110 000 000 $ | 125 544 280 $ | 2 909 343 entrées | 362 744 280 $ |
| En pleine tempête        | 2000  | Warner Bros.                                     | 120 000 000 $ | 182 594 845 $ | 1 403 086 entrées | 325 946 539 $ |
| Ocean's Thirteen         | 2007  | Warner Bros.                                     | 85 000 000 $  | 117 154 724 $ | 1 642 370 entrées | 311 312 624 $ |
| Batman et Robin          | 1997  | Warner Bros.                                     | 160 000 000 $ | 107 285 004 $ | 1 370 818 entrées | 237 285 004 $ |
| À la poursuite de demain | 2015  | Walt Disney Pictures                             | 190 000 000 $ | 93 436 322 $  | 925 754 entrées   | 209 154 322 $ |
| Spy Kids 3 : Mission 3D  | 2003  | Dimension Films                                  | 38 000 000 $  | 111 760 631 $ | 482 249 entrées   | 194 600 631 $ |
| The Descendants          | 2011  | Searchlight Pictures                             | 20 000 000 $  | 82 584 160 $  | 753 915 entrées   | 177 243 185 $ |
| In the Air               | 2009  | Paramount Warner Bros.                           | 30 000 000 $  | 83 813 460 $  | 771 083 entrées   | 163 210 573 $ |
| Burn After Reading       | 2009  | Focus Features Studio Canal                      | 37 000 000 $  | 60 355 347 $  | 1 459 910 entrées | 163 720 069 $ |
| Monuments Men            | 2014  | 20th Century Studios Sony Pictures Entertainment | 70 000 000 $  | 78 031 620 $  | 1 288 384 entrées | 154 984 035 $ |
| Spy Kids                 | 2001  | Dimension Films                                  | 35 000 000 $  | 112 692 062 $ | 281 885 entrées   | 147 907 241 $ |
| Intolérable Cruauté      | 2003  | Universal                                        | 70 000 000 $  | 60 587 458 $  | 1 264 872 entrées | 119 940 815 $ |
| Les Rois du désert       | 1999  | Warner Bros.                                     | 48 000 000 $  | 60 587 458 $  | 835 501 entrées   | 107 687 458 $ |

- Légendes : Budget (entre 10 et 100 M$ et plus de 100 M$), États-Unis (entre 50 et 100 M$ et plus de 100 M$), France (entre 100 000 et 1 M d'entrées, entre 1 et 2 M d'entrées et plus de 2 M d'entrées) et monde (entre 100 et 200 M$ et plus de 200 M$).

## Théâtre
- 2025 : Good Night and Good Luck de George Clooney et Lisa Richwine, mise en scène Shri Navaratnam, Broadway[32]

## Distinctions

### Récompenses
| Année | Cérémonie                                               | Catégorie                                                           | Film                             |
| ----- | ------------------------------------------------------- | ------------------------------------------------------------------- | -------------------------------- |
| 1996  | Saturn Award                                            | Saturn Award du meilleur acteur                                     | Une nuit en enfer                |
| 2000  | Blockbuster Entertainment Award                         | Saturn Award du meilleur acteur                                     | Les Rois du désert               |
| 2001  | Golden Globes                                           | Golden Globe du meilleur acteur dans un film musical ou une comédie | O'Brother                        |
| 2002  | National Board of Review                                | Special Achievement Award                                           | Confessions d'un homme dangereux |
| 2002  | Toronto Film Critics Association                        | Meilleur premier film                                               | Confessions d'un homme dangereux |
| 2005  | Mostra de Venise                                        | Prix Osella pour le meilleur scénario                               | Good Night and Good Luck         |
| 2005  | Mostra de Venise                                        | Prix FIPRESCI                                                       | Good Night and Good Luck         |
| 2005  | Kansas City Film Critics Circle                         | Meilleur scénario original                                          | Good Night and Good Luck         |
| 2005  | Online Film Critics Society                             | Meilleur scénario original                                          | Good Night and Good Luck         |
| 2005  | Phoenix Film Critics Society                            | Meilleur réalisateur                                                | Good Night and Good Luck         |
| 2005  | San Francisco Film Critics Circle                       | Meilleur scénario                                                   | Good Night and Good Luck         |
| 2005  | Prix Sant Jordi du cinéma                               | Meilleur film étranger                                              | Good Night and Good Luck         |
| 2005  | Satellite Awards                                        | Satellite Award du meilleur scénario original                       | Good Night and Good Luck         |
| 2005  | Vancouver Film Critics Circle                           | Meilleur réalisateur                                                | Good Night and Good Luck         |
| 2005  | Writers Guild of America Award                          | Paul Selvin Honorary Award                                          | Good Night and Good Luck         |
| 2006  | Oscars du cinéma                                        | Oscar du meilleur acteur dans un second rôle                        | Syriana                          |
| 2006  | Golden Globes                                           | Golden Globe du meilleur acteur dans un second rôle                 | Syriana                          |
| 2007  | National Board of Review                                | Meilleur acteur                                                     | Michael Clayton                  |
| 2007  | San Francisco Film Critics Circle                       | Meilleur acteur                                                     | Michael Clayton                  |
| 2007  | Toronto Film Critics Association                        | Meilleur acteur                                                     | Michael Clayton                  |
| 2007  | Washington D.C. Area Film Critics Association           | Meilleur acteur                                                     | Michael Clayton                  |
| 2009  | St. Louis Film Critics Award                            | Meilleur acteur                                                     | In the Air                       |
| 2009  | Central Ohio Film Critics Association                   | Meilleur acteur                                                     | In the Air                       |
| 2009  | Dallas-Fort Worth Film Critics Association              | Meilleur acteur                                                     | In the Air                       |
| 2009  | Florida Film Critics Circle                             | Meilleur acteur                                                     | In the Air                       |
| 2009  | Houston Film Critics Society                            | Meilleur acteur                                                     | In the Air                       |
| 2009  | Kansas City Film Critics Circle                         | Meilleur acteur                                                     | In the Air                       |
| 2009  | National Board of Review                                | Meilleur acteur                                                     | In the Air                       |
| 2009  | New York Film Critics Circle                            | Meilleur acteur                                                     | In the Air                       |
| 2009  | Phoenix Film Critics Society                            | Meilleur acteur                                                     | In the Air                       |
| 2009  | Southeastern Film Critics Association                   | Meilleur acteur                                                     | In the Air                       |
| 2009  | Toronto Film Critics Association                        | Meilleur acteur                                                     | In the Air                       |
| 2009  | Washington D.C. Area Film Critics Association           | Meilleur acteur                                                     | In the Air                       |
| 2011  | Dallas-Fort Worth Film Critics Association              | Meilleur acteur                                                     | The Descendants                  |
| 2011  | Hollywood Film Festival                                 | Meilleur acteur                                                     | The Descendants                  |
| 2011  | National Board of Review                                | Meilleur acteur                                                     | The Descendants                  |
| 2011  | Oklahoma Film Critics Circle                            | Meilleur acteur                                                     | The Descendants                  |
| 2011  | Southeastern Film Critics Association                   | Meilleur acteur                                                     | The Descendants                  |
| 2011  | St. Louis Gateway Film Critics Association              | Meilleur acteur                                                     | The Descendants                  |
| 2011  | Toronto Film Critics Association                        | Meilleur acteur                                                     | The Descendants                  |
| 2011  | Washington D.C. Area Film Critics Association           | Meilleur acteur                                                     | The Descendants                  |
| 2012  | Critics Choice Awards                                   | Meilleur acteur                                                     | The Descendants                  |
| 2012  | Golden Globes                                           | Meilleur acteur                                                     | The Descendants                  |
| 2012  | Australian Academy of Cinema and Television Arts Awards | Meilleur scénariste                                                 | Les Marches du pouvoir           |
| 2012  | San Diego Film Critics Society Awards                   | Meilleur film                                                       | Argo                             |
| 2012  | St. Louis Film Critics Association Awards               | Meilleur film                                                       | Argo                             |
| 2012  | Phoenix Film Critics Society Awards                     | Meilleur film                                                       | Argo                             |
| 2012  | Florida Film Critics Circle Awards                      | Meilleur film                                                       | Argo                             |
| 2012  | Southeastern Film Critics Association Awards            | Meilleur film                                                       | Argo                             |
| 2012  | Nevada Film Critics Society Awards                      | Meilleur film                                                       | Argo                             |
| 2012  | African-American Film Critics Association Awards        | Meilleur film                                                       | Argo                             |
| 2013  | Houston Film Critics Society Awards                     | Meilleur film                                                       | Argo                             |
| 2013  | Denver Film Critics Society Awards                      | Meilleur film                                                       | Argo                             |
| 2013  | Critics' Choice Movie Awards                            | Meilleur film                                                       | Argo                             |
| 2013  | Golden Globes                                           | Meilleur film                                                       | Argo                             |
| 2013  | British Academy Film Awards                             | Meilleur film                                                       | Argo                             |
| 2013  | Oscars du cinéma                                        | Meilleur film                                                       | Argo                             |
| 2013  | Producers Guild of America Awards                       | Meilleur producteur de film                                         | Argo                             |
| 2013  | Césars du cinéma                                        | César du meilleur film étranger                                     | Argo                             |
| 2015  | Golden Globes                                           | Cecil B. DeMille Award                                              |                                  |
| 2017  | César du cinéma                                         | César d'honneur                                                     |                                  |

- janvier 2008 : est nommé « Messager de la paix » (plus haute distinction décernée à une personnalité civile) par Ban Ki-moon, le secrétaire général des Nations unies[33].
- 2 septembre 2007 :  Chevalier de l'ordre des Arts et des Lettres, distinction remise par la ministre de la Culture Christine Albanel à Deauville lors du festival du cinéma américain.
- 2006 : prix de la cinémathèque américaine pour sa contribution au cinéma et ses actions humanitaires.
- 2005 : Independent Spirit Award pour sa contribution au cinéma, en particulier indépendant.

### Nominations

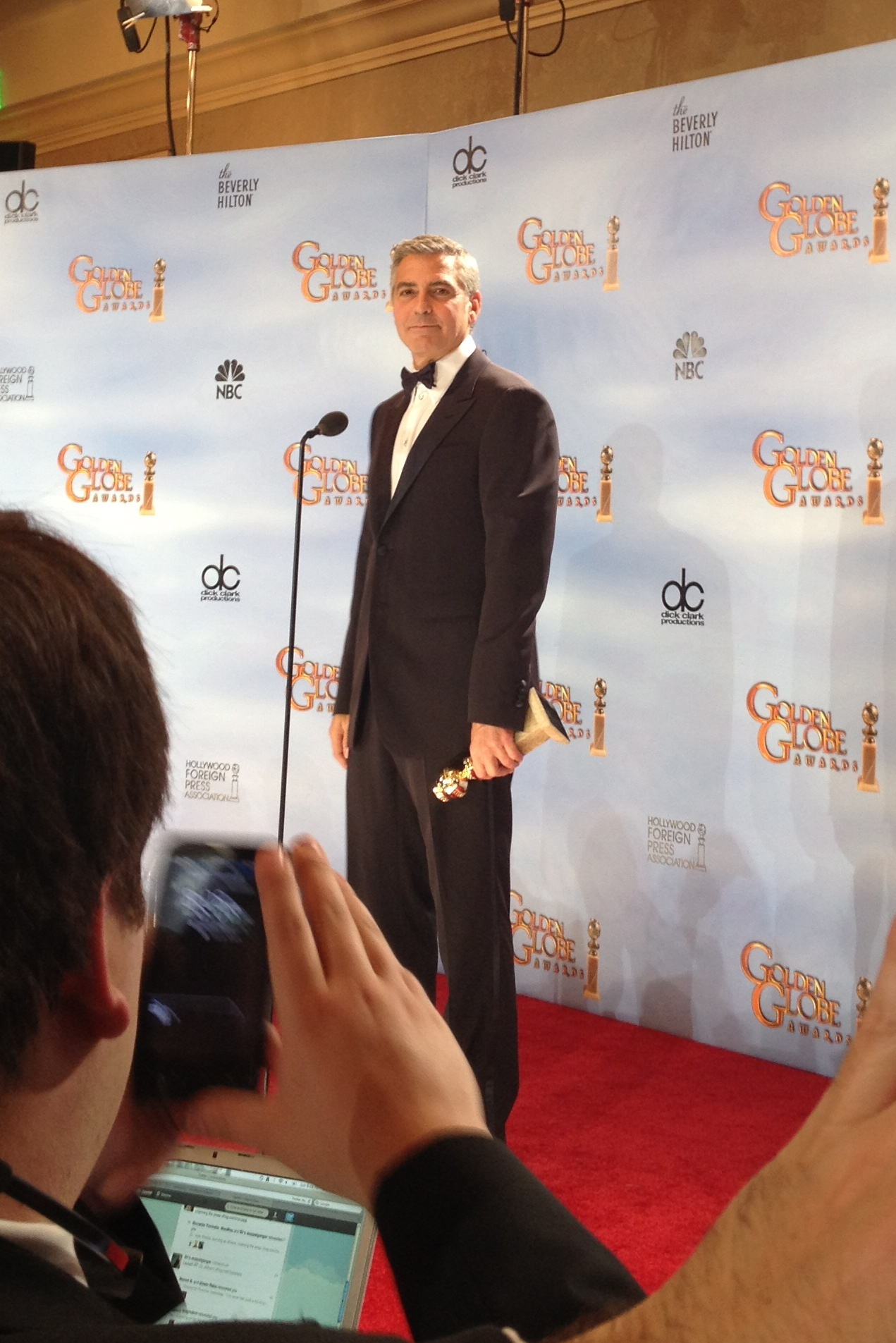
Aux 69e Golden Globes en janvier 2012 pour Les Marches du pouvoir.

| Année | Cérémonie                                     | Catégorie                                           | Film                     |
| ----- | --------------------------------------------- | --------------------------------------------------- | ------------------------ |
| 1996  | Golden Globes                                 | Meilleur acteur dans une série télévisée dramatique | Urgences                 |
| 1997  | Golden Globes                                 | Meilleur acteur dans une série télévisée dramatique | Urgences                 |
| 1998  | Golden Globes                                 | Meilleur acteur dans une série télévisée dramatique | Urgences                 |
| 2006  | Golden Globes                                 | Meilleur réalisateur                                | Good Night and Good Luck |
| 2006  | Golden Globes                                 | Meilleur scénario original                          | Good Night and Good Luck |
| 2006  | Oscars                                        | Meilleur réalisateur                                | Good Night and Good Luck |
| 2006  | Oscars                                        | Meilleur scénario original                          | Good Night and Good Luck |
| 2008  | Oscars                                        | Meilleur acteur                                     | Michael Clayton          |
| 2008  | Golden Globes                                 | Meilleur acteur                                     | Michael Clayton          |
| 2008  | BAFTA                                         | Meilleur acteur                                     | Michael Clayton          |
| 2010  | Oscars                                        | Meilleur acteur                                     | In the Air               |
| 2010  | Golden Globes                                 | Meilleur acteur                                     | In the Air               |
| 2010  | Critics Choice Awards                         | Meilleur acteur                                     | In the Air               |
| 2012  | Oscars                                        | Meilleur acteur                                     | The Descendants          |
| 2012  | British Academy Film Award du meilleur acteur | Meilleur acteur                                     | The Descendants          |
| 2012  | Golden Globes                                 | Meilleur réalisateur                                | Les Marches du pouvoir   |
| 2017  | 43e cérémonie des People's Choice Awards      | Acteur dramatique préféré                           | Lui-même                 |

## Voix francophones
En France, plusieurs comédiens se sont succédé pour doubler George Clooney à ses débuts. Ainsi, Guy Chapellier le double dans Tonnerre mécanique, José Luccioni dans Rick Hunter, Jérôme Rebbot dans Arabesque, Bertrand Arnaud dans Roseanne, Thierry Ragueneau dans Le Retour des tomates tueuses, Gabriel Le Doze dans Red Surf, Jean Barney dans Enquête privée et Antoine Tomé dans Les Sœurs Reed.
Patrick Noérie est entre 1994 et 2009 sa voix régulière et le double notamment dans Urgences, Batman et Robin, Les Rois du désert, En pleine tempête, les films Spy Kids ou encore Intolérable Cruauté. En parallèle, Robert Guilmard le double dans Le Pacificateur, Hors d'atteinte et La Ligne rouge, Richard Darbois le double dans Une nuit en enfer et Un beau jour tandis que Tom Novembre le double dans O'Brother.
Samuel Labarthe est la voix française régulière de George Clooney depuis Ocean's Eleven en 2001. Il le retrouve dans presque toutes ses apparitions, dont dans Solaris, Syriana, Michael Clayton, Les Marches du pouvoir, The Descendants, Gravity, À la poursuite de demain, Ave, César !, Catch-22 et Minuit dans l'univers. En parallèle, Richard Darbois le retrouve en 2007 dans Good Night and Good Luck, François Berland le double en 2008 dans Jeux de dupes et Patrick Noérie lui prête une dernière fois sa voix en 2009 dans In the Air.
Au Québec, Daniel Picard est la voix québécoise régulière de l'acteur dans la plupart de ses films. Alain Zouvi le double dans Unbecoming Age (en) et Luis de Cespedes dans Confessions d'un homme dangereux.
- Versions françaises :
  - Samuel Labarthe dans la trilogie Ocean's, Syriana, Michael Clayton, The Descendants, Gravity, etc.
  - Patrick Noérie dans Urgences, Friends, Les Rois du désert, les films Spy Kids, In the Air, etc.

- Versions québécoises (la liste indique les titres québécois) :
  - Daniel Picard dans les films Espions en herbe, Syriana, Michael Clayton, Gravité, Le Monde de demain, etc.